# Konstanty
Konstanty, Konstantyn – imię męskie, które wywodzi się od łacińskiego przydomka Constantinus, pochodzącego od łac. constans znaczącego „stały, stateczny, konsekwentny”. Żeńskim odpowiednikiem tego imienia jest Konstantyna lub Konstancja. W Polsce imię znane co najmniej od XV wieku.
Konstanty imieniny obchodzi: 23 stycznia, 17 lutego, 11 marca i 30 listopada.

## Imiennicy
- Papież Konstantyn
- Cesarze rzymscy
  - Konstantyn I Wielki – święty prawosławny
  - Konstantyn II
  - Konstantyn III
- Cesarze bizantyńscy
  - Konstantyn III
  - Konstantyn IV
  - Konstantyn V
  - Konstantyn VI
  - Konstantyn VII Porfirogeneta
  - Konstantyn Lekapen
  - Konstantyn VIII
  - Konstantyn IX Monomach
  - Konstantyn X Dukas
  - Konstantyn XI Paleolog
- Konstanty Biergiel – polski wiceadmirał
- Kostiantyn Boczarow – ukraiński piosenkarz
- Konstanty Brandel – polski malarz i grafik
- Konstantin Ciołkowski – rosyjski uczony polskiego pochodzenia
- Konstantin Czernienko – radziecki polityk
- Konstanty Damrot – polski duchowny
- Konstantin Derjugin – rosyjski zoolog i hydrobiolog
- Konstanty Ildefons Gałczyński – polski poeta
- Konstanty Jeleński – polski dyplomata
- Konstanty Jeleński – polski krytyk
- Konstanty Ludwik Jeleński – polski podkomorzy
- Konstantinos Kanaris – grecki admirał i polityk
- Konstanty Kurnatowski – litewski teolog i duchowny ewangelicko-reformowany
- Konstantin Mielnikow – rosyjski architekt
- Konstanty Miodowicz – polski urzędnik państwowy
- Konstanty Julian Ordon – polski oficer
- Constantine Phipps, 1. markiz Normanby – brytyjski dyplomata i polityk
- Konstanty Rokossowski – marszałek ZSRR i Polski
- Konstanty Pawłowicz Romanow – wielki książę rosyjski
- Kostiantyn Sosenko – ukraiński piłkarz, agent piłkarski
- Konstandinos Stefanopulos – grecki polityk
- Konstantyn Szkocki – szkocki święty Kościoła katolickiego
- Konstanty Tukałło – polski chirurg
- Konstanty Tyszkiewicz – polski archeolog i krajoznawca
- Konstanty Wojtaszczyk – polski politolog i prawnik
- Konstanty Wolny – polski polityk

Zobacz też:
- Konstantyn (województwo lubelskie)
- Constantine
- San Costantino Albanese